# Caspar René Gregory
Caspar René Gregory (6 de noviembre de 1846–9 de abril de 1917) fue un teólogo alemán nacido en EE. UU. En los años 1883-1909 realizó una serie de viajes a muchas bibliotecas en busca de manuscritos del Nuevo Testamento. Su origen era francés de nacimiento, fue un estadounidense, y alemán de elección.

## Vida

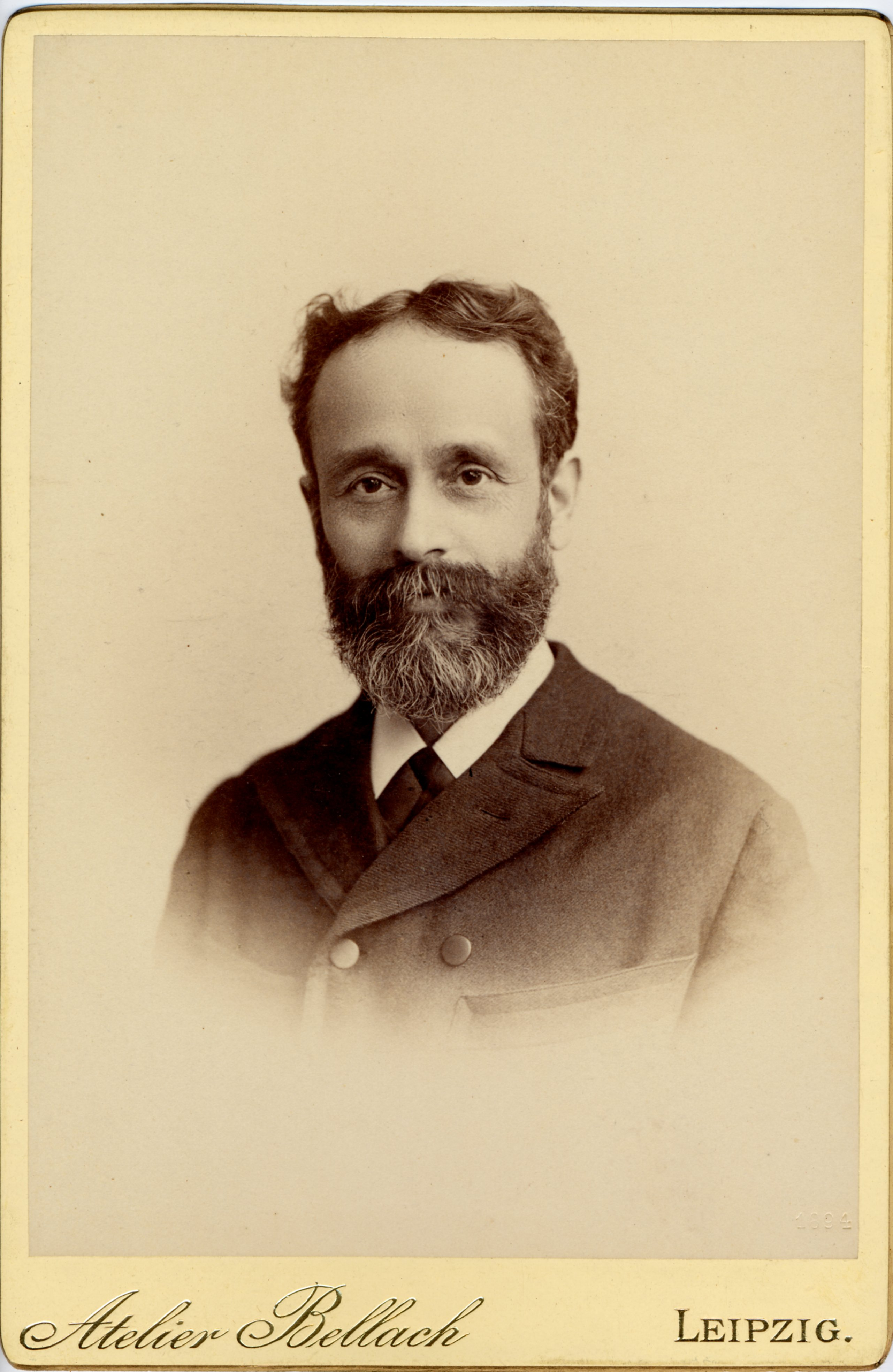

Gregory nació en Filadelfia.[cita requerida] El estudió teología en dos seminarios Presbiterianos: en 1865-67 en la Universidad de Pensilvania en el Seminario Teológico de Princeton (1867-73). En 1873, el decidió continuar sus estudios en la Universidad de Leipzig bajo Constantin von Tischendorf, cuyo trabajo era la crítica textual del Nuevo Testamento, él había sido referido por su profesor, Ezra Abbot. El administró el legado científico de Tischendorf, quien murió en 1874, se hizo cargo de sus funciones y continuó su obra.
En 1876, el obtuvo su PhD. con una disertación en Gregorè the priest and the revolutionist (Gregore el sacerdote y revolucionario). El primer examinador para ello fue el historiador, Georg Voigt.
El completó su obra posdoctoral en Leipzig en 1884, y se convirtió en un profesor asociado en 1889 y un profesor completamente honorífico en 1891. Aparentemente él tenía varios doctorados: Karl Josef Friedrich (p. 130) en una ocasión mencionó cinco doctorados en la biografía de Gregory. Al menos se atestigua que obtuvo un doctorado en teología en Leipzig en 1889.[cita requerida]
En agosto de 1914, Gregory, quien había sido ciudadano de Sajonia hasta 1881, se enlistó en el Ejército alemán como el voluntario de más edad en tiempos de guerra,[cita requerida] llegó a teniente segundo en 1916 y cayó en 1917 en el Frente occidental. Falleció el 9 de abril de 1917 en un hospital de campaña en Neufchâtel-sur-Aisne, Francia.[cita requerida]

## Trabajo en los manuscritos del Nuevo Testamento
Él estaba catalogando manuscritos del Nuevo Testamento. Continuando con el trabajo de Scholz, enlistó en el año 1908 la cantidad de 161 manuscritos en unciales, en minúsculas enlistó 2292, y enlistó hasta 2.234 leccionarios. Además, en 1908 creó una nueva categoría de manuscritos del NT - una lista de los papiros, y ubicó 14. En 1915 encabezó la lista con 19 papiros, 169 en unciales, 2326 en minúsculas y 1565 leccionarios. Durante su vida catalogó un total de 3.060 manuscritos. Elaboró una breve descripción de cada manuscrito catalogado (sistema amplio de abreviaturas). Así, por ejemplo, se ve como una descripción de Minúscula 653:

653: Berlín, königl. Bibl. Gr. Oktav 3.
1077, 13,8x10,6, Perg, 266 Bl, 1 Sp, 16 Z ; Kap-L, Kap, Aufs, Abs u. Kan überall, Lit, rote Mus für die Lesestücke, Unters, εξεδ, στιχ, Mt Jo, auch εωτινα. und διαφορα. Geschrieben durch einen Mönch Markus. Heinrich Brugsch brach sie vom Sinai nach Berlin. [Scr . 640] G.9.März1887.

En el año 1908 modificó el método actual de la clasificación de manuscritos, para ubicar e ingresar la sigla 01, 02, 03 etc.
el cual es el sistema aún en uso hoy. Gregory dividió los manuscritos en 4 grupos: papiros, unciales, minúsculas y leccionarios. Esta división es en parte arbitraria. El primer grupo está basado en el material físico (papiro) usado en los manuscritos. Las segundas dos divisiones están basadas en escritura: uncial y minúscula. El último grupo está basado en contenido: leccionario. La mayoría de los manuscritos en papiro y los leccionarios antes del año 1000 eran escritos en unciales. Sin embargo, existe algo de coherencia en que la mayoría de los papiros son muy antiguos porque el pergamino vino a reemplazar al papiro en el siglo IV (aunque el último papiro data al siglo XVIII). De manera similar, la mayoría de los unciales datan antes del siglo XI, y la mayoría de las minúsculas después.
Gregory le asignó a los papiros un prefijo de la letra P, frecuentemente escrita en escritura de letra gótica ({\displaystyle {\mathfrak {P}}}n), con un número superíndice. A las unciales se les dio un prefijo del número 0, y las letras establecidas para los manuscritos mayores, conservadas por la redundancia (p.ej. el Códice Claromontano está asignados a ambos 06 y D). A las minúsculas se les dio números simples, y los leccionarios fueron pecedidos con la l frecuentemente escrita el carácter (ℓ). Kurt Aland continuó la catalogación de Gregory a través de los 1950s y más allá. Por ello, el sistema de numeración frecuentemente se refiere a "la numeración Gregory-Aland". Los manuscritos más recientes agregados a cada grupo son {\displaystyle {\mathfrak {P}}}124, 0318, 2882, y ℓ 2281. Debido al legado y porque algunos manuscritos que inicialmente eran numerados separadamente se descubrió que eran del mismo códice, hay algo de redundancia en la lista (por ejemplo el Papiro Magdalena tiene ambos números {\displaystyle {\mathfrak {P}}}64 y {\displaystyle {\mathfrak {P}}}67).
El trabajo de clasificación de los manuscritos del Nuevo Testamento continuó después de Ernst von Dobschütz y Kurt Aland.
Gregory se especializó en la crítica textual del Nuevo Testamento. El organizó los manuscritos bíblicos en un sistema de clasificación (Die griechischen Handschriften des Neuen Testaments (Los manuscritos griegos del Nuevo Testamento), 1908) que es el sistema en uso entre los eruditos en el mundo hasta hoy en día.[cita requerida] También se le atribuye ser de los primeros en dar a conocer la práctica medieval consistente (llamada Ley de Gregory o Regla de Gregory) de cotejar las hojas de pergamino de modo que el lado granoso quede frente el lado granoso y el lado carnoso frente al lado carnoso. También él estaba interesado en el canon bíblico.
Gregory desempeñó un servicio importante en la investigación de los manuscritos del Nuevo Testamento y la crítica textual del Nuevo Testamento. Podría decirse que los cofundadores del estudio de los manuscritos del Nuevo Testamento fueron Tischendorf y Gregory.[cita requerida]
Además de su trabajo, se le recuerda por una lápida con un retrato en relieve en Leipzig en Naunhofer Straße en frente de la nueva Escuela Nickolai en la Stötteritz, parte de la ciudad, así como una pequeña plaza cercana.[cita requerida]

## Obras
- Prolegomena zu Tischendorfs Novum Testamentum Graece (edición VIII. crítica mayor), 2 Vols., 1884-94 (Edición alemana revisada: crítica textual del NT, 3 Vols., 1900-09).
- Gregory, C. R. (1900). Textkritik des Neuen Testaments 1. Leipzig: J.C. Hinrichs’sche Buchhandlung. Consultado el 18 de marzo de 2010.
- Gregory, C. R. (1907). Canon and Text of the New Testament (Canon y Texto del Nuevo Testamento) (en inglés). Nueva York: Charles Scribner's Sons. Consultado el 3 de agosto de 2011.
- Das Freer-Logion (Hinrichs: Leipzig 1908)
- Die griechischen Handschriften des Neuen Testaments, Leipzig 1908.
- Einleitung in das Neue Testament (Introducción al Nuevo Testamento), 1909
- Vorschläge für eine kritische Ausgabe des griechischen Neuen Testaments (Propuestas para una edición crítica del Nuevo Testamento griego), 1911.
- Die Koridethi-Evangelien (Los Evangelios Koridethi), 1913.
- Zu Fuß in Bibellanden, publ. by Hermann Guthe (Paseo en tierras bíblicas, publ. por Hermann Guthe), 1919.

Artículos publicados
- "The Essay 'Contra Novatianum'". The American Journal of Theology 3 (1899): 566–570.

## Literatura
- Karl Josef Friedrich: Caspar Rene Gregory, en: Sächsische Lebensbilder, Vol. I, Dresde 1930, p. 125-131.
- Ernst Jünger (Publ.): Caspar René Gregory, en: Die Unvergessenen. München 1928, p. 111ff. (en alemán)
- Bruno Hartung: Caspar René Gregory, en: Das Jahr des Herrn: Kalender für die evangelischen Gemeinden Leipzigs 5. Jg. (1929), S. 36-38.